# NGC 3306
NGC 3306 (również PGC 31528 lub UGC 5774) – galaktyka spiralna z poprzeczką (SBm), znajdująca się w gwiazdozbiorze Lwa. Odkrył ją Lewis A. Swift 27 kwietnia 1886 roku.
W galaktyce tej zaobserwowano supernową SN 2002hg.